# Rauschenstein
Der Rauschenstein (früher auch Reischenstein) ist ein etwa 40 Meter hoher Sandsteinfels und Klettergipfel in der Sächsischen Schweiz oberhalb von Schmilka in der Gemarkung Ostrau. Der höchste Punkt des Gipfelplateaus erreicht 406 m ü. NHN. Im Mittelalter diente der Fels als Burgwarte. Der Name leitet sich vom Verb „reischen“ ab, mit dem früher die Paarung von Greifvögeln bezeichnet wurde.

## Geschichte
Vermutlich zu Anfang des 15. Jahrhunderts wurde der Rauschenstein durch die Berka von Dubá als Burgwarte ausgebaut. Er bildete einen Teil der 1410 von der Herrschaft Hohnstein abgetrennten Herrschaft Wildenstein. Die Berken verpfändeten den Rauschenstein anschließend anscheinend an die Wartenberger zu Tetschen, da er im Verzeichnis der 1451 mitsamt der Herrschaft Wildenstein an das Kurfürstentum Sachsen übergegangenen Besitzungen fehlt. Die Wartenberger, für die er wahrscheinlich die westliche Grenzsicherung darstellte, traten den Rauschenstein zusammen mit den umliegenden Gebieten und der Nordhälfte des Großen Winterbergs erst im Rahmen der abschließenden Grenzregulierung 1492 an Sachsen ab. Nach dem Burgenverzeichnis von 1456 war die Burgwarte allerdings bereits damals verfallen.
Wie bei anderen Felsenburgen der Sächsischen Schweiz bestand die Burgwarte aus Holzbauten, so dass auf der Gipfelfläche lediglich noch Bodenfalze und ein aus dem Fels geschlägelter Postenstand erkennbar sind. Wahrscheinlich bestand die Burgwarte lediglich aus einigen Postenständen und einer Wachstube. Erhalten sind zudem einige Balkenfalze im Zustieg und am Rauschentor genannten Felsdurchgang auf der Nordwestseite sowie einzelne Felszeichnungen am Einstieg des heutigen Kletterwegs Alter Weg.

## Klettern

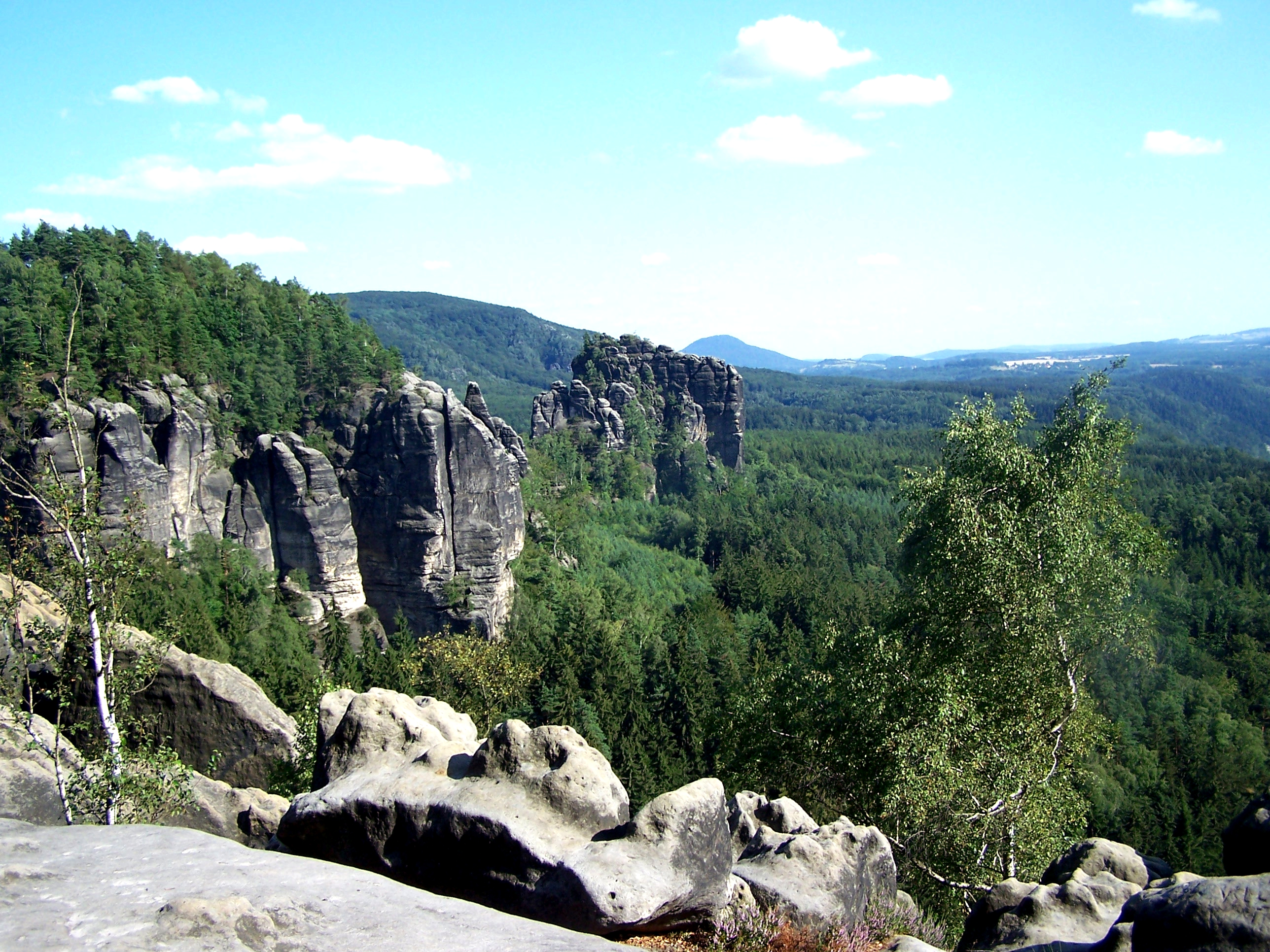
Blick auf den Rauschenstein vom Schrammsteinweg

Im Zuge der touristischen Erschließung der Sächsischen Schweiz legte der Schmilkaer Müller Hänsel 1811 einen Aufstieg mit Leitern und Holzbalken auf den Rauschenstein an. Dieser Zustieg verlief entlang des heutigen Alten Weges und wurde bis Ende des 19. Jahrhunderts verwendet. Nach 1890 verfiel der Weg und wurde nicht erneuert. Seither ist der Rauschenstein nur für Kletterer zugänglich.
Die erste klettersportliche Besteigung fand über den heutigen Alten Südweg (Sächsischer Schwierigkeitsgrad II) am 29. Oktober 1893 durch Fritz Böhme, Conrad Meurer, Oscar Schuster und O. Weidenbach statt. Seitdem wurden am Rauschenstein eine Vielzahl weiterer Kletterwege erschlossen. Beteiligt waren auch bekannte Kletterer wie Theodor Arldt (Arldtweg), Emanuel Strubich (Nordostweg, V), Karlheinz Gonda (Gondakante, VIIIa) oder Bernd Arnold (Hexentanz, Xa).